# Peter Simon Pallas
Peter Simon Pallas, nemški prirodoslovec in raziskovalec, * 22. september 1741, Berlin, Prusija, † 8. september 1811, Berlin.

## Življenje in delo
Rodil se je kot sin Simona Pallasa, kirurga v pruski vojski. Po vzoru očeta je vpisal študij medicine in študiral na Univerzah v Berlinu, Halleju, Göttingenu ter Leidnu. Že zgodaj ga je začelo zanimati tudi prirodoslovje in leta 1761 je odšel za eno leto v Anglijo, kjer se je posvetil natančnemu preučevanju prirodoslovnih zbirk in geološkim raziskavam obale. Na podlagi primerkov iz zbirk je opisal več novih vrst vretenčarjev. Pri 23 letih je bil sprejet za tujega člana Kraljeve družbe iz Londona. Potem je odšel na Nizozemsko; izsledke svojih zooloških raziskav je zbral v monografijah Elenchus Zoophytorum (Haag, 1766), Miscellanea Zoologica (Berlin, 1767) in Spicilegia Zoologica (Berlin, prva izdaja 1767).
Leta 1768 je na povabilo Katarine Velike odšel v Sankt Peterburg, kjer je dobil mesto predavatelja prirodoslovja na Imperialni akademiji znanosti. Še istega leta se je kot prirodoslovec udeležil znanstvene odprave po Rusiji in Sibiriji, katere glavni cilj je bil opazovati prehod Venere leta 1769. Tekom ekspedicije je raziskal Kaspijsko jezero, prebival med avtohtonimi Kalmiki, čez Ural prišel do Tobolska, raziskoval gorovje Altaj in tok reke Irtiš, prečkal Bajkalsko jezero ter preko Tomska in Jeniseja prišel do kitajskih dežel. Leta 1772 je izvedel za meteorit, ki naj bi padel v bližini sibirskega mesta Krasnojarsk. Organiziral je prevoz odkritega kamna v Sankt Peterburg in ga preučil. Analiza je pokazala, da gre za kamnito-železovo telo iz nove družine meteoritov, ki so kasneje po njem dobili ime palaziti. Šestletna odprava je bila tudi sicer izjemno plodovita. V St. Peterburg je redno pošiljal poročila, ki so bila zbrana v delu Reisen durch verschiedene Provinzen des Russischen Reichs (St. Peterburg, 1771–1776) in bogato ilustrirana z barvnimi polami. Poleg tega je rezultate odprave kasneje opisal še v delih Sammlungen historischer Nachrichten über die mongolischen Volkerschaften (1776–1802), Novae species quadrupedum (1778–1779), Icones insectorum, praesertim Rossiae Siberiaeque peculiarium (1781–1806) in Zoographia rossoasiatica (1831) ter prispevkih v slovar jezikov Ruskega cesarstva in številnih člankih v serijskih publikacijah akademij v St. Peterburgu ter Berlinu.
Katarina Velika je bila navdušena nad njim; zaupano mu je bilo poučevanje prirodoslovja velikim vojvodom Aleksandru in Konstantinu. Njegovo prirodoslovno zbirko je odkupila za 20.000 rubljev (5000 več kot jo je ocenil) in mu dovolila, da jo je obdržal do konca življenja. V tem času je pridobival primerke rastlin od drugih raziskovalcev in napisal delo Flora Rossica (1784–1815), pričel pa je tudi s svojim najambicioznejšim projektom, delom Zoographica Rosso-Asiatica.
Med letoma 1793 in 1794 je raziskoval južne ruske province, kjer ga je tako navdušil Krim, da se je odločil nastaniti tam. Katarina mu je podarila veliko posestvo in 10.000 rubljev za opremo hiše. V delu Bemerkungen auf einer Reise in die südlichen Statthalterschaften des Rußischen Reichs in den Jahren 1793 und 1794 (1799–1801) je opisoval tako naravoslovje južne Rusije kot tudi kulturne navade prebivalcev. Na Krimu je živel do leta 1810, ko ga je zaradi napoleonskih vojn pričelo skrbeti za varnost svojih zbirk. Po smrti druge žene mu je bilo dovoljeno vrniti se v Berlin, kjer je nadaljeval z delom, a je umrl leto kasneje.

## Izbor del
- Dissertatio inauguralis de infestis viventibus infra viventia (Leiden: Lugduni Batavorum, 1760).
- Elenchus zoophytorum, sistens generum adumbrationes generaliores et specierum cognitarum succinctas descriptiones, cum selectis auctorum synonymis (Haag: van Cleef, 1766).
- Miscellanea zoologica, quibus novæ imprimis atque obscuræ animalum species describuntur et observationibus iconibusque illustrantur (Haag, 1766).
- Spicilegia zoologica (Berlin, 1767—1777).
- Lyst der Plant-Dieren, bevattende de algemeene schetzen der geslachten en korte beschryvingen der bekende zoorten (Utrecht: van Paddenburg & van Schoonhoven, 1768).
- De ossibus Sibiriae fossilibus, craniis praesertim Rhinocerotum atque Buffalorum, observationes (Novi Commentarii Academiae Scientiarum Imperialis Petropolitanae, XIII, Sankt Peterburg, 1768).
- Naturgeschichte merkwürdiger Thiere (Berlin, 1769—1778).
- Dierkundig mengelwerk, in het welke de nieuwe of nog duistere zoorten van dieren, door naauwkeurige afbeeldingen, beschryvingen en verhandelingen opgehelderd worden (Utrecht: van Paddenburg & van Schoonhoven, 1770).
- Reise durch verschiedene Provinzen des Russischen Reichs (Sankt Peterburg, 1771—1801).
- Merkwürdigkeiten der Morduanen, Kasaken, Kalmücken, Kirgisen, Baschkiren etс. (Frankfurt & Leipzig, 1773—1777, 3 knjige).
- Puteshestviye po raznym provintsiyam Rossiyskogo gosudarstva (Sankt Peterburg, 1773—1788).
- Flora Rossica (Sankt Peterburg, 1774—1788, v dveh delih).
- Sammlungen historischer Nachrichten über die mongolischen Völkerschaften. (St. Petersburg, Frankfurt, Leipzig 1776–1801).
- Observations sur la formation des montagnes et sur les changements arrivés au Globe, particulièrement à l’Empire de Russie (Acta Academiae Scientiarum Imperialis Petropolitanae, Sankt Peterburg, 1777).
- Novae species Quadrupedum e Glirium ordine (Erlangen, 1778).
- Mémoires sur la variation des animaux (Acta Academiae Scientiarum Imperialis Petropolitanae, Sankt Peterburg, 1780).
- Katalog rasteniyam, nakhodyashchimsya v Moskve v sadu yego prevoskhoditel'stva deystvitel'snogo statskogo sovetnika i Imperatorskogo Vopitatel'nogo doma znamenitogo blagodetelya, Prokofiya Akinfiyevich Demidova, sochinyonnyy P. S. Pallasom, adademikom sankt-peterburgskim (Sankt Peterburg, 1781).
- Icones Insectorum praesertim Rossiae Sibiriaeque peculiarium (Erlangen, 1781—1806, v štirih številkah).
- Opisaniye rasteniy Rossiyskogo gosudarstva, s ikh izobrazheniyami (Sankt Peterburg, 1786).
- Sravnitel'nyye slovari vsekh yazykov i narechiy, sobrannyye desnitsey Vsevysochayshey osoby imperatritsy Yekateriny II (Sankt Peterburg, 1787—1789, 2 knjigi).
- Tableau physique et topographique de la Tauride (Nova Acta Academiae Scientiarum Imperialis Petropolitanae, X, Sankt Peterburg, 1792).
- Kratkoye fizicheskoye i topograficheskoye opisaniye Tavricheskoy oblasti (Sankt Peterburg, 1795).
- Bemerkungen auf einer Reise in die südlichen Statthalterschaften des Rußischen Reichs in den Jahren 1793 und 1794 (Leipzig, 1799—1801)
- Species Astragalorum descriptae et iconibus coloralis illustratae (Leipzig, 1800).
- Travels through the southern provinces of the Russian Empire (London, 1802, 2 knjigi).
- Illustrationes plantarum imperfecte vel nondum cognitarum (Leipzig, 1803).
- Zoographia rosso-asiatica (Sankt Peterburg, 1811, 3 knjige).

## Priznanja
Poimenovanja
Poleg družine meteoritov se danes po njem imenuje tudi mesto Pallasovka v ruski Volgograjski oblasti, asteroid 21087 Petsimpallas in več živalskih vrst, npr. Pallasova mačka in Pallasov žvižgač.